# Sea Hunter
Sea Hunter är ett amerikanskt militärt självseglande fartyg för utprovning av ett fartyg för ubåtsjakt. Fartyget döptes den 4 april 2016 i Portland i USA. Fartyget är utvecklat av den amerikanska forskningsmyndigheten DARPA som en del av dess Anti-Submarine Warfare Continuous Trail Unmanned Vessel ACTUV-program.
Fartyget kostade 20 miljoner dollar, är 40 meter långt, väger 135 ton och gör upp till 27 knop (50 km/h). Fartyget har en räckvidd på 19 000 km innan det måste anlöpa en hamn.